# Вердери, Кэтрин
Кэтрин Вердери (англ. Katherine Verdery) — американский антрополог и публицистка, почетный профессор Городского университета Нью-Йорка. Ранее была профессором антропологии и директором Центра российских и европейских исследований в Мичиганском университете, а также в 2007 году приглашенным профессором в университете Миннесоты. В 1995 году она стала членом Американской академии искусств и наук.

## Статьи
- Transylvanian Villagers: Three Centuries of Political, Economic and Ethnic Change (1983)
- National Ideology Under Socialism: Identity and Cultural Politics in Ceausescu's Romania (traducere românească, Humanitas, 1994)
- The Political Lives of Dead Bodies: Reburial and Postsocialist Change (Viața politică a trupurilor moarte), Columbia University Press, New York, 1999[4] (traducere românească, editura Vremea, 2006)
- What Was Socialism and What Comes Next? (1996), traducere românească la Editura Institutului European (2003)
  - Чим був соціалізм і що йде за ним? Архивная копия от 12 июня 2018 на Wayback Machine // Спільне  (укр.)
- Compromis și rezistență
- Peasants Under Siege – The Colectivization of Romanian Agriculture, 1949-1962